# The round trip
The round trip è il primo album da solista del percussionista italiano Cesare Pastanella, realizzato con il gruppo musicale Afrodiaspora e pubblicato il 3 maggio 2019 dall'etichetta discografica AlfaMusic.

## Descrizione
L'album nasce da un’idea del percussionista pugliese Cesare Pastanella, che ha voluto raccogliere in questo disco alcuni degli stili musicali derivati dalla diaspora africana in America. Questa necessità proviene dalla sua passione per la cultura musicale, vocale e ritmica africana e per le svariate forme di fusione stilistica scaturite sull'altra sponda dell'Oceano Atlantico, in seguito a questo fenomeno storico.
È un viaggio di "andata e ritorno" (in inglese "The round trip") che racconta in musica il tragitto degli schiavi africani, deportati in America nei secoli passati come forza lavoro dai colonizzatori europei e che una volta liberi, nel corso del '900, hanno dato vita alla cultura afroamericana.
Un filo conduttore che collega ritmi, melodie e armonie, come conseguenza di un evento tanto indegno per l'umanità, quanto fondamentale nella storia della musica, per la quantità di cultura creola che ha generato. L'album racchiude la musica dei viaggi, degli studi, degli ascolti musicali dell'autore e di gran parte delle persone che ha incontrato nella sua vita da musicista.
Nell'album si avverte il reciproco contatto tra le musiche dei due continenti, espresso attraverso stili come la cumbia colombiana, il vals peruviano, il jazz afrocubano, il samba brasiliano, la morna capoverdiana, il funk e il rhythm and blues nordamericani, con brani cantati in differenti lingue: spagnolo, inglese, creolo, malinké, bambara, yoruba.
Musiche e parole di autori del Mali, Costa d'Avorio, Capo Verde, Cuba, Perù, Brasile, Stati Uniti e tre brani originali (Cimarròn, Into the new world e View from the top) composti da Cesare Pastanella sul tema della diaspora africana.
Nel momento di creare la formazione con cui realizzare questo repertorio, immaginato con un suono acustico, dai timbri caldi e profondi, Cesare Pastanella coinvolge alcuni dei musicisti più espressivi e versatili del panorama musicale pugliese, spesso suoi conoscenti di lunga data, come il chitarrista classico Nando Di Modugno, in grado di offrire un'ampia varietà timbrica attraverso l'uso della chitarra acustica, elettrica, 12 corde e synth, capace di espimersi con grande padronanza anche con il linguaggio improvvisativo jazzistico. Il contrabbassista Francesco Cinquepalmi, conosciuto molti anni prima durante collaborazioni con altri progetti musicali, vera e propria colonna portante della rtimica, che nel disco utilizza anche il basso elettrico e propone di arricchire l'insieme degli strumenti a corda con l'uso del cuatro venezuelano, una piccola chitarra con quattro corde, tipica della musica popolare venezuelana. Infine, la scelta della voce ricade su Rosanna D'Ecclesiis, cantante versatile che riesce ad estendere le sue interpretazioni da momenti di pura energia a sussurri flessuosi e intimi, capaci di emozionare l'ascoltatore.
L'album è dedicato ad Ana Estrela, danzatrice, coreografa e operatrice interculturale brasiliana di Salvador de Bahia e a Giorgio Poltronieri, antropologo torinese studioso dei rituali afrocubani, entrambi amici dell'autore.

## Tracce
1. Reina de Africa – 4:30 (Javier Ruibal)
2. Cimarròn – 4:52 (Cesare Pastanella)
3. Drume negrita – 4:49 (Eliseo Grenet)
4. Issa – 5:06 (testo: Dobet Gnaohré – musica: Colin Laroche de Féline)
5. Fina estampa – 2:57 (Isabel Chabuca Granda)
6. Sara – 5:28 (Rokia Traoré)
7. Obatala – 2:14 (Tradizionale afrocubano)
8. Afro blue – 5:36 (testo: Oscar Brown – musica: Mongo Santamaria)
9. Into the new world – 5:45 (Cesare Pastanella)
10. Samba do avião – 2:19 (Antonio Carlos Jobim)
11. Filosofia – 4:36 (Vasco Martins)
12. View from the top – 4:11 (Cesare Pastanella)

## Formazione
- Cesare Pastanella – percussioni, batteria (brano 9), marimba (brano 4), balafon (brano 12), sintetizzatori (brani 2, 4, 9), pianoforte (brano 2), voce (brani 7, 8, 9, 12), cori
- Rosanna D'Ecclesiis – voce, cori
- Nando Di Modugno – chitarra classica (brani 1, 2, 3, 4, 5, 8, 10, 11, 12), chitarra acustica (brani 2, 6, 9), chitarra 12 corde (brani 2, 4, 9), chitarra elettrica (brani 6, 8, 9), chitarra silent (brano 6), chitarra slide (brano 9), chitarra synth (brano 3)
- Francesco Cinquepalmi – contrabbasso, basso elettrico (brano 9), cuatro venezuelano (brani 2, 5, 11), cori (brani 2, 8)

### Musicisti ospiti
Leo Gadaleta - violino, viola, violoncello e arrangiamento archi (brano 12)

### Produzione
- Cesare Pastanella – produzione, registrazioni aggiuntive, missaggio, foto di copertina, foto interne
- Massimo Stano – ingegneria del suono, missaggio, masterizzazione
- Fabrizio Salvatore – coordinamento di produzione
- Alessandro Guardia – coordinamento di produzione
- Gianni Cataldi – foto del gruppo
- Michele Lusito – foto interne
- Mirko Leonardi – progetto grafico